# Археографічні комісії України
Археографічні комісії — спеціалізовані наукові інституції, що займаються практичними, теоретичними і методичними проблемами археографії. Свого часу в Україні діяло кілька таких комісій, а саме Київська археографічна комісія, археографічна комісія Наукового товариства імені Шевченка у Львові, Археографічна комісія ВУАН, Археографічна комісія Центрархіву УСРР, Археографічна комісія АН УРСР.    

## Київська археографічна комісія
Тимчасова комісія для розбору давніх актів, у літературі, за традицією, іменується — Київська археографічна комісія, — перша загально-українська інституція з виявлення, вивчення й публікації джерел з історії України. Вона стала осередком консолідації українських істориків Наддніпрянської України. Створена 1843 року при канцелярії Київського, Подільського і Волинського генерал-губернатора для збирання й публікації документальних матеріалів. Комісія розшукувала документи в архівах місцевих судово-адміністративних установ, магістратів, монастирів, у приватних осіб. Зібрані документи створили ядро Київського центрального архіву давніх актів (1852). У серійних багатотомних виданнях — «Памятники» в 4-х томах (1845—1859; 2-ге видання: 1897—1898), «Архив Юго-Западной России» у 35-ти томах (1859—1914) та інших збірках — комісія опублікувала значний масив документальних матеріалів і пам'яток з історико-культурної спадщини України XIV—XVIII століть, що створили джерельний фундамент історичних досліджень другої половини XIX—ХХ століть. Едиційна методика, розроблена членами комісії, організаційна структура та основні напрями її діяльності справили значний вплив на формування вітчизняної археографічної практики впродовж наступного півтора століття. У роботі комісії брали участь відомі вчені — Михайло Владимирський-Буданов, Митрофан Довнар-Запольський, Микола Іванишев, Володимир Іконников, Іван Каманін, Микола Костомаров, Олександр Лазаревський, Орест Левицький, Василь Домбровський та інші. 1921 року комісія влилася до Археографічної комісії ВУАН. Одним з перших співробітників Київської археографічної комісії був Тарас Шевченко.

## Археографічна комісія Наукового товариства імені Шевченка у Львові
Створена 1896 за ініціативи та на чолі з Михайлом Грушевським (заступник — Іван Франко). Членом АК НТШ були Кость Левицький, Олександр Колесса, Степан Смаль-Стоцький, Кирило Студинський, Степан Томашівський, С.Джиджора, Мирон Кордуба. Згодом членами археографічної комісії стали Володимир Антонович, Дмитро Багалій, В. Я. Гнатюк, Іван Каманін, В’ячеслав Липинський, Микола Василенко та інші. Започаткувала серійні видання «Жерела до історії України-Руси» (11 томів) та «Пам’ятки українсько-руської мови та літератури» (8 томів). Після Першої світової війни та поразки національно-демократичної революції в Галичині АК НТШ фактично припиняє діяльність і багато її членів на чолі з М. Грушевським включаються в організацію АК ВУАН. 

## Археографічна комісія ВУАН
Створена на межі 1918—1919 як Постійна комісія з розгляду давніх актів для видання пам’яток мови, письменства та історії у складі історико-філологічного відділу УАН. Остаточно конституювалася 1921, об’єднавшись з Київською археографічною комісією для розбору давніх актів. На чолі комісії стояли провідні вчені Дмитро Багалій (1918—1919), В. Іконников (1921—1923), Михайло Грушевський (1924—1931). Організаторами науково-археографічної праці комісії були також Орест Левицький, Микола Василенко, Вадим Модзалевський, О. Грушевський, С. Маслов, К. Лазаревська, Віктор Романовський, М. Довнар-Запольський, Йосип Гермайзе, Володимир Перетц та інші. Форми, типи, концепція видання джерел, методики в цілому базувалися на досвіді попередніх археографічних комісій. Передбачалося продовжити видання «Архива Юго-Западной России» під назвою «Архів України». Едиційний доробок АК ВУАН становить 15 томів неперіодичних та серійних видань — «Український архів» та «Український археографічний збірник», «Пам’ятки українського письменства». Комісія розробила перші в українській археографії узагальнюючі методичні принципи видання джерел (1926). З початку 1930-х років замість корпусних видань з давньої і нової історії та культури України у планах АК ВУАН провідне місце посідають тематичні публікації з історії соціально-економічного розвитку, «класової боротьби» та «соціалістичного будівництва».

## Археографічна комісія Центрархіву УСРР
Археографічна комісія Центрального Архівного Управління (АК ЦАУ) була створена 1928 на чолі з Михайло Рубачем на противагу академічній археографічній комісії для спрямування археографічної роботи архівів у «належному» політичному руслі. Важливим методичним доробком АК ЦАУ є розробка правил видання документів Віктором Романовським, Миколою Горбанем, В. Веретенниковим, П. Біликом (1929—1931), методики описування актових книг (В.Романовський) та діловодних документів (В.Веретенников), розробка першої всеукраїнської програми створення серії археографічних довідників про склад і зміст усіх матеріалів, що входили до Єдиного державного архівного фонду України (1929). 

## Археографічна комісія АН УРСР
Створена на базі Інституту історії АН УРСР 1969 на чолі з академіком Андрієм Скабою як міжвідомчий координаційний центр у справі видавництва документальних джерел. Об’єднала представників академічних, архівних установ, університетів. До складу Бюро АК АН УРСР входили К. Гуслистий, Федір Шевченко, Арнольд Шевелєв, В. Стрельський, О. Мітюков. Розроблено перспективний видавничий план АК, що включав понад 40 томів документальних публікацій; були підготовлені до друку два випуски щорічника «Археографія України». АК АН УРСР, не опублікувавши фактично жодного із запланованих видань, невдовзі припинила свою діяльність; 
Археографічна комісія АН УРСР (від 1994 — НАН України) була відновлена постановою Президії АН УРСР 5 жовт. 1987 у поновленому складі. Очолив археографічну комісію член-кореспондент АН УРСР П. Сохань. На відроджену інституцію було покладено науково-координаційне та методичне забезпечення археографічної роботи в Україні. Створення постійної штатної групи АК при Інституті історії АН УРСР із відділеннями у Львові й Дніпропетровську (1989) дало можливість розгорнути широкомасштабну діяльність. Вирішальне значення мала організована комісією перша Всеукраїнська нарада «Українська археографія: сучасний стан та перспективи розвитку» (в грудні 1988), що поклала початок консолідації археографів, архівістів, джерелознавців в Україні та розробці чіткої концепції видання писемної історико-культурної спадщини України. Під егідою АК були проведені на загально-українському рівні конференції, наради, круглі столи (1990, 1991, 1992, 1995). АК розробила масштабний перспективний план видання документальних джерел і пам’яток, видає друкований орган — «Український археографічний щорічник». На базі АК створено Інститут української археографії та джерелознавства імені М. Грушевського НАН України. У рамках видавничої програми археографічної комісії та Інституту української археографії та джерелознавства вже побачило світ понад 300 видань.